# 李明逵
李明逵，GBS，QPM，CPM（1950年10月13日—），前香港警務處處長，現任香港公共行政學院院長、香港中文大學校董、中大專業進修諮詢委員會主席、離職公務員就業申請諮詢委員會委員成員。李明逵於警務處服務香港社會30多年，屢獲嘉許，任內曾經處理香港越南船民問題、以及2005年參與世界貿易組織第六次部長級會議的香港反對世貿遊行衝突保安安排及2019年反對逃犯條例修訂草案運動等大事件。

## 簡歷
李明逵祖籍山東煙臺，有7兄弟姊妹，父親李治平是皇家香港防衛軍的少年領袖團少校。李明逵在1962年畢業於慈幼學校，1967年畢業於新法書院中五年級（報考中文中學會考），1968年在金文泰中學完成中六課程，於1972年在香港中文大學新亞書院歷史系畢業，於同年7月成功投考加入皇家香港警務處，成為見習督察。其後先後出任過多個不同崗位，包括沙田警署署長、警察公共關係科警司及投訴及內部調查科警司，晉升為高級警司後擔任大埔分區指揮官，於1990年至1992年獲借調至英國國家警察學院擔任教官，於1992年回流香港後晉升為總警司，擔任灣仔警區指揮官，至1994年調任新界北總區副指揮官。
1995年，李明逵獲委任為警務處助理處長，出任行動部指揮官；於1997年6月30日香港主權移交當晚，李明逵擔任保安任務的總指揮，負責維持場外秩序，期間以揚聲器播放貝多芬的《第五號交響曲》，用以掩蓋示威群眾的抗議聲音。

### 出任警務處處長
1998年，李明逵獲委任為警務處高級助理處長，先後出任監管處及行動處處長。2001年，李明逵獲委任為警務處副處長，先後出任過警務處副處長（管理）及警務處副處長（行動）。2003年，李明逵獲委任為警務處處長，成為首位擁有大學學歷的警務處處長。
李明逵在任警務處處長期間，普遍贏得社會高度評價，任內主要功績包括拘捕頭號通緝犯季炳雄、確保2005年世界貿易組織第六次部長級會議順利舉行及處理因此而引發的反世貿騷亂等。2004年5月17日，李明逵獲得香港中文大學頒授為榮譽院士。

### 處理2005年反世貿示威及騷亂
世界貿易組織部長級會議一向是四處惹火頭的國際大事。2005年12月，世界貿易組織第六次部長級會議由香港主辦，在香港島灣仔香港會議展覽中心舉行。警察機動部隊事前特別設計把示威者引導至灣仔北的「布袋陣」，在會展附近一帶才部署防暴警察對付示威者，以防止示威者前往金鐘及灣仔南的商戶及民居一帶，騷擾民居。「布袋陣」在此屆會議的初期及中期均相當成功，示威者於12月11日至16日在灣仔示威期間都墮進圈套，走近灣仔海旁，達致遠離民居的效果；防暴警察在鴻興道、港灣道、會議道等灣仔北道路佈陣，以防暴操姿態示人，而且出動裝甲車戒備，將示威者重重包圍，務求減低對灣仔區居民及商戶的影響。
直至12月17日，「布袋陣」才隨著示威者把行動升級而被衝破。示威者脫離原定與警務處協議的遊行路線，在灣仔南多次衝擊警察防線，更衝出告士打道，向會場步步進逼，令香港島交通癱瘓。縱然是屆世貿部長級會議所引發的示威最終仍然演變為騷亂，導致於17日晚上，防暴警察6年來首次施放催淚彈（上次为1999年上水石湖新村警民冲突），不過始終是歷屆世貿部長級會議中，場外發生最少暴力事件的一次。

### 提早退休，促成順利交接
2007年1月16日，李明逵退休，展開其退休前休假，以方便其他警務處高層順利接任，打破歷任華人處長在任至規定退休年齡後，才展開累積休假的傳統；其崗位由警務處副處長（行動）鄧竟成接任。同年3月，李明逵獲得委任為青年事務委員會委員。隨後於同年7月，李明逵獲時任香港行政長官曾蔭權頒授金紫荊星章，以表彰他盡心竭力為香港社會服務，表現卓越。身為警隊領導人期間，成功地處理無數艱巨問題，贏得警隊和香港市民的信賴及支持。無論警界內外，李明逵都普遍地獲得高度評價。

## 個人榮譽
- 指揮官嘉獎
- 殖民地警察長期服務獎章（1990年）
- 殖民地警察勞績獎章（1994年）
- 女皇警察獎章（1997年）
- 香港警察長期服務獎章（1997年）
- 香港警察長期服務獎章加敘第一勳扣（1997年）
- 行政長官公共服務獎狀（1998年）
- 香港警察長期服務獎章加敘第二勳扣（2002年）
- 香港中文大學榮譽院士（2004年）[10]
- 香港警察長期服務獎章加敘第三勳扣（2005年）
- 金紫荊星章（2007年）

## 個人生活
李明逵的妻子許雁芬是他的警察訓練學校同學，也是前任警務處處長許淇安的堂妹，她升任至總警司後提早退休，因此許淇安在任處長期間同事都笑稱李明逵為「駙馬爺」。李明逵退休後研習廚藝，經常與其他人分享煮食之道；現時在雜誌及報紙編寫飲食專欄，講授飲食心得。

## 軼事
1995年，李明逵於灣仔警區擔任指揮官期間，與多名下屬合資六合彩，結果贏得頭獎3,800萬港元。由於他支付了雙份賭注，所以獨自分得700萬港元。

## 外部連結
- . 《中大校友》.   [2009-08-09]. （原始内容存档于2020-06-25） （中文（香港））.
- . 《香港中文大學大學線月刊》.   [2015-04-13]. （原始内容存档于2015-09-23） （中文（香港））.

| 前任： 曾蔭培 | 香港警務處處長 2003年－2007年 | 繼任： 鄧竟成 |